# مارسيل بوردون
مارسيل بوردون (بالبرتغالية: Marcelo Bordon‏) (مواليد 7 يناير 1976 في ريبيراو بريتو - البرازيل) لاعب كرة قدم برازيلي يلعب حاليا لصالح نادي الدرجة الأولى شالكه الألماني منذ 2004 في مركز قلب الدفاع.

## روابط خارجية
- مارسيل بوردون على موقع قاعدة بيانات كرة القدم.إي يو (الإنجليزية)
- مارسيل بوردون على موقع بيانات كرة القدم. دي إي (الألمانية)
- مارسيل بوردون على موقع ناشيونال فوتبول تيمز (الإنجليزية)
- مارسيل بوردون على موقع عالم كرة القدم.نت (الإنجليزية)
- مارسيل بوردون على موقع كووورة